# Christchurch International Track Meet 2022
Das Christchurch International Track Meet 2022 war eine Leichtathletik-Veranstaltung, die am 26. Februar 2022 in der neuseeländischen Stadt Christchurch im Nga Puna Wai Sports Hub stattfand. Sie war die zweite Veranstaltung der World Athletics Continental Tour auf Ebene der Bronze-Meetings, der dritthöchsten Kategorie dieser Leichtathletik-Serie.

## Resultate

### Männer

#### 200 m
| Platz | Athlet                 | Land | Zeit (s) |
| ----- | ---------------------- | ---- | -------- |
| 1     | Tiaan Whelpton         | NZL  | 20,70    |
| 2     | Asher Pettengell-Brand | NZL  | 22,08    |
| 3     | John Mottus            | NZL  | 22,39    |
| 4     | Joshua Price           | NZL  | 22,42    |
| 5     | Jordan Veitch          | NZL  | 22,44    |

Wind: +4,9 m/s

#### 800 m
| Platz | Athlet                  | Land | Zeit (min) |
| ----- | ----------------------- | ---- | ---------- |
| 1     | James Preston           | NZL  | 1:47,31    |
| 2     | Samuel Tanner           | NZL  | 1:48,35 PB |
| 3     | Dominic Devlin          | NZL  | 1:50,33    |
| 4     | James Harding           | NZL  | 1:50,93    |
| 5     | Russell Green           | NZL  | 1:52,70 PB |
| 6     | Logan Cowie             | NZL  | 1:53,21 PB |
| 7     | Sam Averill             | NZL  | 1:53,49 PB |
| 8     | Benjamin Wall           | NZL  | 1:53,58 SB |
| 9     | Max Karamanolis         | NZL  | 1:55,76    |
| 10    | James Ford              | NZL  | 1:56,31    |
| 11    | Dylan Forde             | NZL  | 2:01,13    |
| 12    | William Scharpf         | NZL  | 4:03,95    |
|       | John Gerber (Pacemaker) | NZL  | DNF        |

#### Meile
| Platz | Athlet                   | Land | Zeit (min) |
| ----- | ------------------------ | ---- | ---------- |
| 1     | Hayden Wilde             | NZL  | 4:09,24    |
| 2     | Chanel Muir              | NZL  | 4:09,31    |
| 3     | Charlie Hazlett          | NZL  | 4:16,04 PB |
| 4     | Cameron Avery            | NZL  | 4:17,81 PB |
| 5     | Saxon Morgan             | AUS  | 4:18,26 PB |
| 6     | William Little           | NZL  | 3:56,70 SB |
| 7     | Daniel Roswell           | NZL  | 4:21,73    |
| 8     | Jahko Tohaia             | NZL  | 4:22,17    |
| 9     | Cameron Clark            | NZL  | 4:22,62    |
| 10    | Christopher Dryden       | NZL  | 4:23,54    |
| 11    | Daniel Prescott          | NZL  | 4:28,11 PB |
|       | Ethan Smolej (Pacemaker) | NZL  | DNF        |

#### 110 m Hürden
| Platz | Athlet           | Land | Zeit (s) |
| ----- | ---------------- | ---- | -------- |
| 1     | Joshua Hawkins   | NZL  | 14,20    |
| 2     | Jack Henry       | NZL  | 14,69    |
| 3     | James Sandilands | NZL  | 15,09    |
| 4     | Thomas Moloney   | NZL  | 15,60    |
| 5     | Jared Neighbours | NZL  | 16,07    |

Wind: +3,6 m/s

#### Hochsprung
| Platz | Athletin          | Land | Höhe (m) |
| ----- | ----------------- | ---- | -------- |
| 1     | Hamish Kerr       | NZL  | 2,10     |
| 2     | Marcus Wolton     | NZL  | 2,04     |
| 3     | Adam Stack        | NZL  | 1,99 PB  |
| 4     | Ethan Bone        | NZL  | 1,94     |
| 5     | Mate Poduje       | NZL  | 1,89     |
| 5     | Levi Murdoch      | NZL  | 1,89     |
| 7     | Thomas Moloney    | NZL  | 1,94     |
|       | Jayden Williamson | NZL  | NMH      |

#### Dreisprung
| Platz | Athletin       | Land | Weite (m) |
| ----- | -------------- | ---- | --------- |
| 1     | Scott Thomson  | NZL  | 14,62 w   |
| 2     | Charles Devlin | NZL  | 14,05 w   |
| 3     | Ethan Gow      | NZL  | 13,88 w   |
| 4     | Levi Ferguson  | NZL  | 13,52 w   |

#### Kugelstoßen
| Platz | Athlet           | Land | Weite (m) |
| ----- | ---------------- | ---- | --------- |
| 1     | Tomas Walsh      | NZL  | 20,71     |
| 2     | Nick Palmer      | NZL  | 18,09     |
| 3     | Liam Nhchok-Wulf | NZL  | 14,85     |

#### Diskuswurf
| Platz | Athlet           | Land | Weite (m) |
| ----- | ---------------- | ---- | --------- |
| 1     | Kieran Fowler    | NZL  | 50,76 PB  |
| 2     | Jade Zaia        | NZL  | 50,66 PB  |
| 3     | Jared Neighbours | NZL  | 46,18 PB  |

#### Hammerwurf
| Platz | Athlet           | Land | Weite (m) |
| ----- | ---------------- | ---- | --------- |
| 1     | Anthony Nobilo   | NZL  | 66,44 PB  |
| 2     | Todd Bates       | NZL  | 53,36     |
| 3     | Liam Ngchok-Wulf | NZL  | 52,85 PB  |

### Frauen

#### 200 m
| Platz | Athlet        | Land | Zeit (s) |
| ----- | ------------- | ---- | -------- |
| 1     | Georgia Hulls | NZL  | 23,01    |
| 2     | Rosie Elliott | NZL  | 23,03    |
| 3     | Anna Percy    | NZL  | 23,82    |
| 4     | Jordyn Blake  | NZL  | 24,74    |
| 5     | Jessica Vogel | NZL  | 25,33    |
| 6     | Julia Burnham | NZL  | 25,40    |
| 7     | Maddie Wilson | NZL  | 26,19    |

Wind: +3,8 m/s

#### 800 m
| Platz | Athlet                    | Land | Zeit (min) |
| ----- | ------------------------- | ---- | ---------- |
| 1     | Katherine Camp            | NZL  | 2:08,94    |
| 2     | Rosa Twyford              | NZL  | 2:10,32    |
| 3     | Kara MacDermid            | NZL  | 2:10,43    |
| 4     | Kiera Hall                | NZL  | 2:10,59    |
| 5     | Samantha Fookes           | NZL  | 2:11,73 PB |
| 6     | Rosaria Gibson            | NZL  | 2:12,43    |
| 7     | Emma Ferguson             | NZL  | 2:12,58 PB |
| 8     | Macey Hilton              | NZL  | 2:13,43    |
| 9     | Emma Douglass             | NZL  | 2:14,19    |
| 10    | Chloe Hughes              | NZL  | 2:15,49    |
|       | Laura Smith (Pacemakerin) | NZL  | DNF        |

#### Meile
| Platz | Athlet                     | Land | Zeit (min) |
| ----- | -------------------------- | ---- | ---------- |
| 1     | Penelope Salmon            | NZL  | 4:48,93    |
| 2     | Tillie Hollyer             | NZL  | 4:50,73 PB |
| 3     | Eva Pringle                | NZL  | 4:58,54 PB |
| 4     | Bella Browne               | NZL  | 5:02,58    |
| 5     | Chloe Browne               | NZL  | 5:04,81    |
| 6     | Andrea Hewit               | NZL  | 5:10,20    |
| 7     | Susannah Lynch             | NZL  | 5:11,81    |
| 8     | Elspeth McGuinness         | NZL  | 5:13,77 PB |
| 9     | Georgia-Rose Dawson        | NZL  | 5:14,88    |
| 10    | Sequoya Prentice           | NZL  | 5:15,16 PB |
| 11    | Neve Moulai                | NZL  | 5:21,94 PB |
|       | Niamh Motley (Pacemakerin) | NZL  | DNF        |

#### 100 m Hürden
| Platz | Athlet         | Land | Zeit (s) |
| ----- | -------------- | ---- | -------- |
| 1     | Maggie Jones   | NZL  | 14,48    |
| 2     | Christina Ryan | NZL  | 14,56    |
| 3     | Julia Burnham  | NZL  | 14,73    |
| 4     | Maddie Wilson  | NZL  | 15,80    |
|       | Amy Robertson  | NZL  | DNF      |

Wind: +3,6 m/s

#### Hochsprung
| Platz | Athletin        | Land | Höhe (m) |
| ----- | --------------- | ---- | -------- |
| 1     | Keeley O’Hagan  | NZL  | 1,78     |
| 2     | Alex Hyland     | NZL  | 1,68     |
| 3     | Jessica Hendren | NZL  | 1,63     |
| 3     | Maddie Wilson   | NZL  | 1,63     |

#### Dreisprung
| Platz | Athlet           | Land | Weite (m) |
| ----- | ---------------- | ---- | --------- |
| 1     | Anna Thomson     | NZL  | 5,89 w    |
| 2     | Diana Ismagilova | NZL  | 11,61 w   |
| 3     | Helena Dinnissen | NZL  | 11,48 w   |
| 4     | Piper Everson    | NZL  | 11,01     |

#### Kugelstoßen
| Platz | Athlet                | Land | Weite (m) |
| ----- | --------------------- | ---- | --------- |
| 1     | Tapenisa Havea        | NZL  | 15,63     |
| 2     | Natalia Rankin-Chitar | NZL  | 14,10     |
| 3     | Lauren Bruce          | NZL  | 13,73     |
| 4     | Lexi Maples           | NZL  | 12,43     |
| 5     | Suzannah Kennelly     | NZL  | 11,86 PB  |

#### Diskuswurf
| Platz | Athlet            | Land | Weite (m) |
| ----- | ----------------- | ---- | --------- |
| 1     | Tatiana Kaumoana  | NZL  | 56,51 PB  |
| 2     | Tapenisa Havea    | NZL  | 50,63     |
| 3     | Suzannah Kennelly | NZL  | 47,45 PB  |
| 4     | Zharna Beattie    | NZL  | 44,62 SB  |
| 5     | Lauren Bruce      | NZL  | 44,23     |
| 6     | Shyah Beattie     | NZL  | 39,15     |
| 7     | Abbey Moody       | NZL  | 37,66     |

#### Hammerwurf
| Platz | Athlet               | Land | Weite (m) |
| ----- | -------------------- | ---- | --------- |
| 1     | Lauren Bruce         | NZL  | 65,88     |
| 2     | Dyani Shepherd-Oates | NZL  | 54,15     |
| 3     | Lexi Maples          | NZL  | 51,26     |
| 4     | Mayce Ballantyne     | NZL  | 48,31     |
| 5     | Teagan Ashley        | NZL  | 46,72 SB  |